# Servoz
Servoz é uma comuna francesa na região administrativa de Auvérnia-Ródano-Alpes, no departamento da Alta Saboia. Estende-se por uma área de 13.47 km². Em 2010 a comuna tinha 1 076 habitantes (densidade: 79,9 hab./km²).